# NGC 6275
NGC 6275 is een compact sterrenstelsel in het sterrenbeeld Draak. Het hemelobject werd op 5 augustus 1886 ontdekt door de Amerikaanse astronoom Lewis A. Swift.

## Synoniemen
- MK 503
- MK 890
- ZWG 321.7
- ZWG 320.54
- 7ZW 667
- PGC 59262